# Ядерне шпигунство
Ядерне шпигунство — це цілеспрямоване несанкціоноване надання іншим державам державної таємниці щодо ядерної зброї (шпигунство). Протягом історії ядерної зброї було багато випадків відомого ядерного шпигунства, а також багато випадків підозрюваного чи ймовірного шпигунства. Оскільки ядерна зброя, як правило, вважається однією з найважливіших державних таємниць, усі країни, що мають ядерну зброю, мають суворі обмеження щодо надання інформації щодо конструкції ядерної зброї, її запасів, систем доставки та розгортання. Держави також обмежені у своїх можливостях оприлюднювати інформацію про ядерну зброю угодами про нерозповсюдження.

## Радянські шпигуни в Манхеттенському проекті

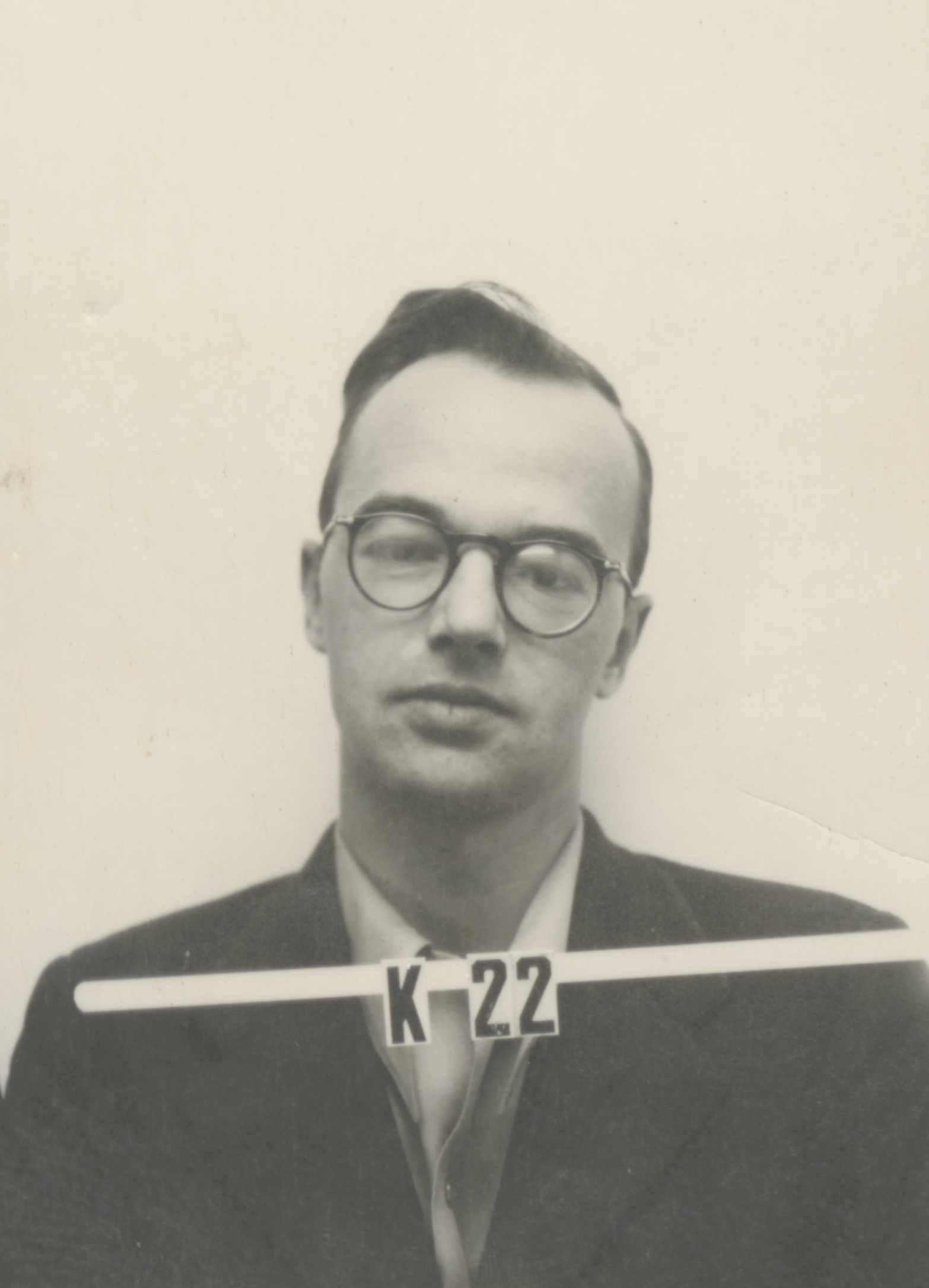
Клаус Фукс вважається найціннішим з атомних шпигунів під час Манхеттенського проекту.

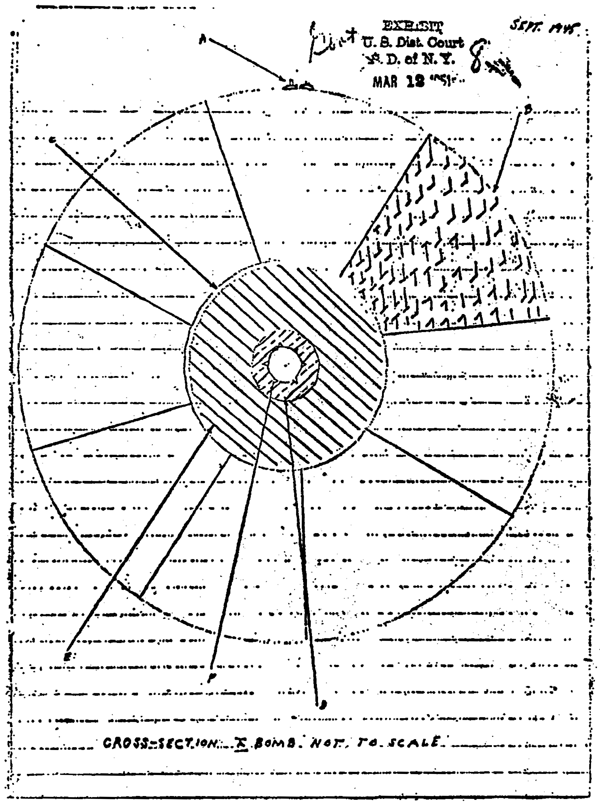
Малюнок проекту імплозійної ядерної зброї Девіда Грінґласа, який ілюструє те, що він нібито дав Розенбергам, щоб передати Радянському Союзу.

Під час Манхеттенського проекту, спільних зусиль під час Другої світової війни Сполучених Штатів, Сполученого Королівства та Канади зі створення першої ядерної зброї, було багато випадків ядерного шпигунства, під час якого вчені та технічні спеціалісти проекту передавали інформацію про розробку та дизайн бомби до Радянського Союзу. Цих людей часто називають атомними шпигунами, і їхня робота тривала на початку холодної війни. Оскільки більшість із цих випадків стали добре відомі в контексті антикомуністичних 1950-х років, точилися тривалі суперечки щодо точних деталей цих справ, хоча деякі з них були вирішені після оприлюднення стенограм проекту Венона, які були перехоплені та розшифровані повідомлення між радянськими агентами та радянським урядом. Однак деякі питання залишаються невирішеними.
Найвидатніші з них включали:
- Клаус Фукс – німецький фізик-теоретик-біженець, який працював з британською делегацією в Лос-Аламосі під час Манхеттенського проекту. Зрештою його розкрили, зізнався та засудили до в’язниці у Британії. Пізніше його звільнили, і він емігрував до Східної Німеччини. Завдяки його тісному зв’язку з багатьма аспектами проектної діяльності та його широким технічним знанням вважається найціннішим з «атомних шпигунів» з точки зору інформації, яку він надав Радянському Союзу про американську програму ядерної бомби. Також надав першу інформацію про американську програму створення водневої бомби, але оскільки він не був присутній у той час, коли було виявлено вдалий проект Теллера-Улама, його інформація про це не вважається великою цінністю.
- Теодор Холл – молодий американський фізик з Лос-Аламоса, чию шпигунську особу не було розкрито до кінця 20-го століття. Його ніколи не заарештовували у зв’язку зі своєю шпигунською роботою, хоча, здається, він зізнався в цьому пізніше журналістам і своїй родині.
- Девід Грінґласс – американський машиніст у Лос-Аламосі під час Манхеттенського проекту. Грінглас зізнався, що він дав грубі схеми лабораторних експериментів росіянам під час Другої світової війни. Деякі аспекти його свідчень проти своєї сестри та зятя (Розенбергів, див. нижче) тепер вважаються сфабрикованими, щоб уберегти його власну дружину від судового переслідування. Грінґласс зізнався у своєму шпигунстві і отримав тривалий термін ув'язнення.
- Жорж Коваль – син американського походження в родині білоруських емігрантів, яка повернулася до Радянського Союзу, де його призвали до Червоної армії та завербували в розвідку ГРУ. Він проник в армію США і став офіцером радіаційної охорони здоров'я в спеціальному інженерному загоні. Діючи під кодовою назвою DELMAR, він отримав інформацію від Оук-Рідж і Дейтонського проекту про детонатор "Їжак", використаний на плутонієвій бомбі Товстун. Його робота не була відома на Заході, поки він не був посмертно визнаний героєм Російської Федерації Володимиром Путіним у 2007 році.
- Етель і Джуліус Розенберги – американці, які нібито брали участь у координації та вербуванні шпигунської мережі, до якої входив Девід Грінґласс. Хоча більшість вчених вважають, що Джуліус, ймовірно, був залучений до якоїсь мережі, питання про те, чи брала участь Етель чи знала про цю діяльність, залишається предметом суперечок. Джуліус і Етель відмовилися зізнатися в будь-яких звинуваченнях і були засуджені та страчені у в'язниці Сінг Сінг.
- Гаррі Голд – американець, зізнався, що був кур'єром для Грінгласса і Фукса.

## Ізраїль
У 1986 році колишній технік Мордехай Вануну на ізраїльському ядерному об’єкті поблизу Дімони розкрив британській пресі інформацію про ізраїльську програму ядерної зброї, підтверджуючи широко поширену думку про те, що Ізраїль має передову та секретну програму ядерної зброї та запаси. Ізраїль ніколи не визнав і не заперечував наявність програми створення зброї, і Вануну був викрадений і контрабандою доставлений до Ізраїлю, де його судили при закритих дверях і засудили за державну зраду та шпигунство.
Чи був Вануну справді залучений до шпигунства як такого, обговорюється: Вануну та його прихильники стверджують, що його слід розглядати як інформатора (особу, яка викривала таємну та незаконну практику), тоді як його опоненти бачать у ньому зрадника та його розголошення інформації як пособництво ворогам ізраїльської держави. Вануну не відразу оприлюднив свою інформацію та фотографії після виїзду з Ізраїлю, подорожуючи близько року до цього. Політика справи викликає гарячі суперечки.

## Китай

Інформацію про дизайн боєголовки W88, мініатюрний варіант дизайну Теллера-Улама, нібито вкрали агенти КНР.

У звіті спеціального комітету Палати представників США з питань національної безпеки США та військово-комерційних проблем із Китайською Народною Республікою за 1999 рік під головуванням члена Конгресу Крістофера Кокса (відомий як звіт Кокса) було виявлено, що службами безпеки США вважається, що Китайська Народна Республіка (КНР) здійснює ядерне шпигунство в лабораторіях розробки ядерної зброї США, особливо в Національній лабораторії Лос-Аламоса, Ліверморській національній лабораторії Лоуренса, Національній лабораторії Оук-Ріджа та Національних лабораторіях Sandia. Згідно зі звітом, КНР «викрала секретну інформацію про всі найдосконаліші термоядерні боєголовки Сполучених Штатів» з 1970-х років, включаючи дизайн передових мініатюрних термоядерних боєголовок (які можна використовувати на зброї MIRV), нейтронну бомбу, і «коди зброї», які дозволяють комп’ютерне моделювання ядерних випробувань (і дозволяють КНР розвивати свою зброю, не виконуючи свої тести). Сполучені Штати, очевидно, не знали про це до 1995 року.
Розслідування, описані у звіті, зрештою призвели до арешту Вен Хо Лі, вченого з Лос-Аламоса, якого спочатку звинуватили у передачі інформації про зброю КНР. Однак справа проти Лі врешті-решт розвалилася, і його зрештою звинуватили лише в неправильній обробці даних. Іншими людьми та групами, заарештованими або оштрафованими, були вчений Пітер Лі (не родич), якого заарештували за нібито передачу секретів радарів підводних човнів Китаю, а також Loral Space&Communications і Hughes Electronics, які передали Китаю секрети ракет. Інших арештів щодо крадіжки ядерних конструкцій не було. На той час це питання стало чималим скандалом.

## Пакистан
У 1991—1993 роках, під час уряду прем’єр-міністра Беназір Бхутто, оперативне управління Об’єднаної розвідувальної служби ISI (JIM) проводило дуже успішні операції в Радянському Союзі. Це управління успішно закупило ядерний матеріал, тоді як багато оперативників були призначені аташе з питань оборони в посольстві Пакистану в Москві і одночасно отримання інших матеріалів з Румунії, Албанії, Польщі та колишньої Чехословаччини.
У січні 2004 року доктор Абдул Кадір Хан зізнався в продажу обмежених технологій Лівії, Ірану та Північній Кореї. Згідно з його свідченнями та звітами спецслужб, він продавав проекти газових центрифуг (які використовуються для збагачення урану), а самі центрифуги продавав цим трьом країнам. Раніше було вказано, що Хан отримав проекти газових центрифуг від компанії зі збагачення урану в Нідерландах (URENCO), які він використовував для запуску власної ядерної програми Пакистану. 5 лютого 2004 року президент Пакистану генерал Первез Мушарраф оголосив про помилування Хана. Уряд Пакистану стверджує, що вони не брали участі в шпигунстві, але відмовляється передати Хана для допиту Міжнародному агентству з атомної енергії.

## Іран
Коли дивляться на майбутнє ядерне шпигунство, усе вказуює на Іран. Їхні прагнення отримати ядерну зброю сягають 1970-х років. Ці прагнення лише посилилися у 1980-х роках, коли почалася ірано-іракська війна. Це призвело до того, що ядерні дослідження стали головним пріоритетом не лише на урядовому, а й на приватному рівні. Іран заявив, що причиною ядерних досліджень є виключно невійськові цілі, такі як розвиток сільського господарства, медицини та промисловості.
Світовим державам не подобається додавання нових країн з можливістю створення ядерної зброї. Через це світові держави уклали угоди з Іраном, які призвели до припинення ядерних досліджень у 2010-х роках. Це тривало недовго, перш ніж МАГАТЕ почало отримувати тестові показання, які показали, що Іран збагатив уран до рівня понад вісімдесят відсотків. Це вище збагачення, ніж бомбі Малюка, яка була використана в Хіросімі, яка було рівно вісімдесят відсотків. Це дало світові знати, що Іран має можливість збагачувати уран до рівня, достатнього для виробництва робочої ядерної зброї. Інше, що їм знадобиться, — це робоча бомба, яку легше вкрасти, ніж розробити. Це показали Радянський Союз, Китай і Пакистан.

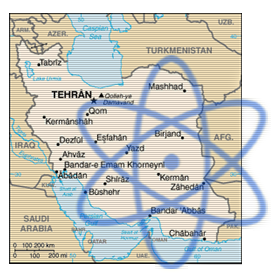
Ядерний Іран

Способи здійснення шпигунства помножилися разом із зростанням залежності від технологій. Така поважність, як Іран, може отримати користь. Вони мають один із найкращих у світі кібер-арсеналів, який тільки посилюється. Це дозволяє їм здійснювати кібератаки, як це робила Північна Корея, щоб або отримати доступ до планів ядерної зброї, або отримати за них викуп. Сполучені Штати та Ізраїль, ймовірно, стануть цілями кібершпигунської атаки з боку Ірану через їхню попередню атаку на Іран. Атакою з боку Сполучених Штатів та Ізраїлю було зловмисне програмне забезпечення під назвою Стакснет, яке було продано Ірану, що зрештою завдало серйозної шкоди їхній ядерній програмі. Є й інші причини, через які Іран може використати кібератаки, щоб отримати відсутню ланку для розробки ядерної зброї. Це тому, що вони використовували кібератаки раніше навіть на Сполучені Штати стосовно атаки на JPMorgan. Міністерство юстиції США пов'язало цей напад із сімома іранцями. Ця нова ера технологій дає таким країнам, як Іран, можливість помститися. Найнебезпечніший спосіб помститися – це шпигунство з метою отримання робочих зразків ядерної зброї. Це, швидше за все, призведе до збільшення досліджень ядерної зброї в сусідніх країнах. Також це небезпечно через релігійні розбіжності на території між мусульманами -сунітами (Єгипет) і шиїтами (Іран).

## Індія
Шлях Індії до ядерної держави почався з успішного ядерного підриву під час операції, відомої як Усміхнений Будда в 1974 році. Офіційна назва проекту – Похран-І. Лише 13 травня 1998 року був підірваний Похран-II, наступний значний розвиток індійської програми ядерної зброї. Він складався з однієї термоядерної бомби та чотирьох бомб ділення. Це змусило тодішнього прем’єр-міністра Атала Біхарі Ваджпаї офіційно оголосити Індію ядерною державою. Однак Індія була залучена до ядерних угод у світі набагато раніше.

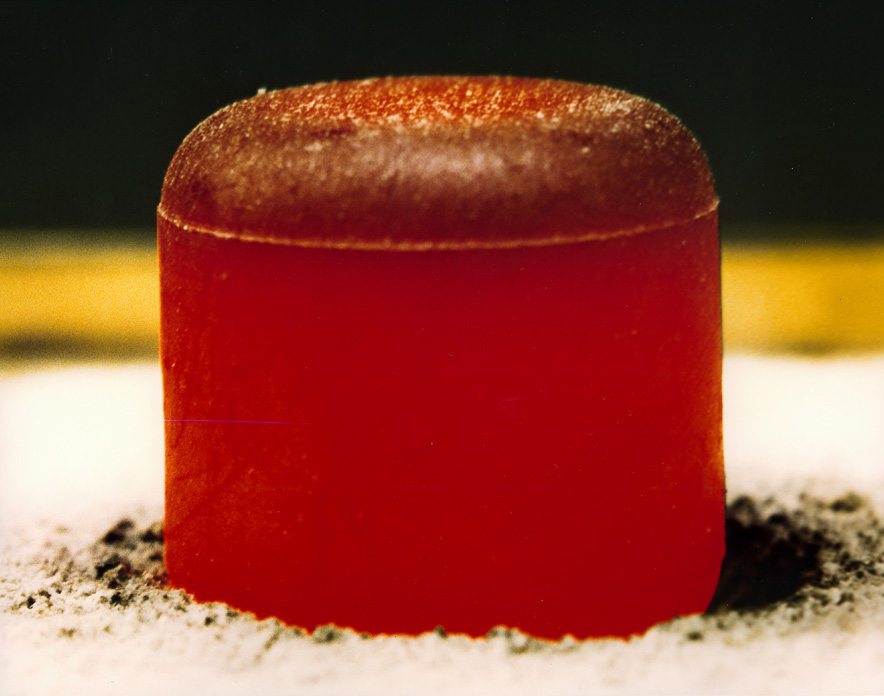
Гранули Pu-238, подібні до тих, що використовуються в радіоізотопних термоелектричних генераторах (RTG)

Індія брала участь у сприянні шпигунству між Сполученими Штатами та Китаєм у жовтні 1965 року. ЦРУ залучило 14 американських альпіністів для сходження на Нанда Деві та, співпрацюючи з Індійським розвідувальним бюро, успішно спланувало плутонієву місію Нанда Деві. Мета місії полягала в тому, щоб 14 альпіністів працювали в унісон, щоб розмістити радіоізотопний термоелектричний генератор який живить детектор на вершині Нанда Деві, таким чином дозволяючи США шпигувати за Китаєм. Точніше, провінція Сіньцзян. Це сталося через брак розвідувальних даних про ядерний потенціал Китаю під час війни у В'єтнамі. Зрештою, місія провалилася через втрату одного з генераторів під час снігової бурі. Однак ця провальна місія мала тривалий вплив на регіон. Сніг з гори несе в Ганг, вирішальну річку для виживання та повсякденного життя мільйонів людей, які живуть у цьому регіоні. Вважається, що генератор знесло з гори лавиною. Річка також має важливе релігійне та духовне значення для індуїстів, які поклоняються річці як Гангу. ЦРУ, знаючи про втрату радіоактивного матеріалу, відправило альпіністів назад у цей район шукати генератор у 1966 році. Ця спроба була невдалою. У 1967 році новий генератор був відправлений разом з альпіністами і встановлений на вершині Нанда Кот. Ця місія була успішною, і США змогли шпигувати за китайським регіоном.